# Inamschon Usmanchodschajew

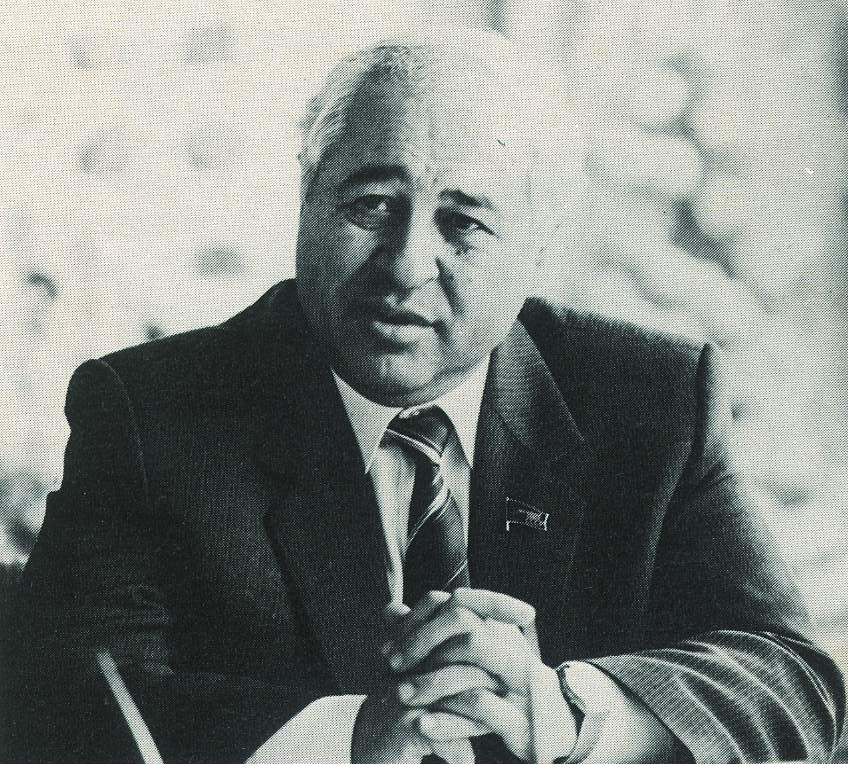
Inamschon Usmanchodschajew

Inamschon Busrukowitsch Usmanchodschajew (usbekisch Inomjon Usmonxoʻjayev, russisch Инамжон Бузрукович Усманходжаев; * 21. Mai 1930 in Fergana, damals Usbekische SSR, Sowjetunion; † 17. März 2017 ebenda) war ein sowjetischer bzw. usbekischer Politiker und von 1983 bis 1988 Erster Sekretär des ZK der Kommunistischen Partei Usbekistans.

## Leben
Usmanchodschajew wurde 1930 in Fergana geboren. Nachdem er seine Schulausbildung abgeschlossen hatte, begann er am Polytechnischen Institut in Taschkent ein Ingenieursstudium, das er 1955 erfolgreich abschloss. Anschließend arbeitete er in der Bauwirtschaft. 1958 trat er der KPdSU bei. Von 1965 bis 1969 war er Sekretär des Parteikomitees der Oblast Syr-Darja. Von 1969 bis 1972 arbeitete er im Apparat des ZK der KPdSU. Von 1972 bis 1974 war er Vorsitzender des Exekutivkomitees des Sowjets der Oblast Namangan. Von 1974 bis 1978 wirkte er als Erster Sekretär des Parteikomitees der Oblast Andischan und von 1978 bis 1983 als Vorsitzender des Präsidiums des Obersten Sowjets der Usbekischen Sozialistischen Sowjetrepublik. Von 1981 bis 1988 war er Mitglied des ZK der KPdSU. 
1983 folgte schließlich seine Ernennung zum Ersten Sekretär des ZK der KP seiner Heimatrepublik. Er löste Scharaf Raschidow ab, der nach der Aufdeckung eines schwerwiegenden Skandals in der Baumwollindustrie gestorben war und sich vermutlich das Leben genommen hatte. 1984 wurde Usmanchodschajew in den Obersten Sowjet der UdSSR gewählt und Mitglied des Präsidiums des Obersten Sowjet der UdSSR. Im Zuge der Perestroika wurde er jedoch wiederum selbst der Korruption beschuldigt und 1988 aus seinen politischen Ämtern entlassen. Als Erster Sekretär wurde er durch Rafik Nischanow ersetzt.
Noch 1989 wurde er wegen seiner Verstrickung in den Baumwollskandal, in den bereits sein Amtsvorgänger verwickelt gewesen war, zu 12 Jahren Haft verurteilt. 1990 wurde er jedoch wieder aus der Haft entlassen und 2016 rehabilitiert. Er starb am 17. März 2017 in seiner Heimatstadt.

## Sonstiges
Der im September 2016 verstorbene Präsident Usbekistans Islom Karimov verdankte seinem politischen Aufstieg Usmanchodschajew. Auf seine Initiative wurde Karimov 1983 zum Finanzminister, später zum Vorsitzenden der staatlichen Planungskommission, zum stellvertretenden Vorsitzenden des Ministerrates und schließlich zum Ersten Sekretär des Regionalkomitees der Provinz Qashqadaryo der Usbekischen SSR berufen. Doch die Rehabilitierung Usmanchodschajews erfolgte erst nach Karimovs Tod.